# Rauccio
Rauccio este o arie protejată (arie specială de conservare — SAC, sit de importanță comunitară — SCI) din Italia întinsă pe o suprafață de 6.590 ha, din care 91 % marine.

## Localizare
Centrul sitului Rauccio este situat la coordonatele 40°31′30″N 18°10′29″E / 40.525°N 18.1747°E.

## Înființare
Situl Rauccio a fost declarat sit de importanță comunitară în iunie 1995 pentru a proteja 21 de specii de animale. Situl a fost protejat și ca arie specială de conservare în martie 2018.

## Biodiversitate
Situată în ecoregiunea mediteraneană, aria protejată conține 16 habitate naturale: Lagune de coastă, Pseudostepă cu ierburi și specii anuale de Thero-Brachypodietea, Iazuri temporare mediteraneene, Dune mobile cu vegetație embrionară, Mlaștini calcaroase cu Cladium mariscus și specii de Caricion davallianae, Cursuri de apă de la nivel de câmpie la nivel montan, cu vegetație Ranunculion fluitantis și Callitricho-Batrachion, Pajiști umede mediteraneene cu ierburi înalte de Molinio-Holoschoenion, Tufărișuri halofile mediteraneene și termo-atlantice (Sarcocornetea fruticosi), Dune de coastă cu Juniperus spp., Păduri de Quercus ilex și Quercus rotundifolia, Straturi cu Posidonia (Posidonion oceanicae), Dune mobile de-a lungul țărmului cu Ammophila arenaria („dune albe”), Recifuri, Dune cu tufărișuri sclerofile Cisto-Lavenduletalia, Pășuni mediteraneene udate de apa mării (Juncetalia maritimi), Vegetație anuală la limita mareei.
La baza desemnării sitului se află mai multe specii protejate:
- păsări (19): rață pitică (Anas crecca), rață mare (Anas platyrhynchos), egretă mare (Ardea alba), stârc roșu (Ardea purpurea), stârc galben (Ardeola ralloides), rață-cu-cap-castaniu (Aythya ferina), chirichița cu obraz alb (Chlidonias hybrida), chirighiță neagră (Chlidonias niger), erete de stuf (Circus aeruginosus), erete vânăt (Circus cyaneus), erete cenușiu (Circus pygargus), egretă mică (Egretta garzetta), stârc pitic (Ixobrychus minutus), rață fluierătoare (Mareca penelope), stârc de noapte (Nycticorax nycticorax), țigănuș (Plegadis falcinellus), cresteț pestriț (Porzana porzana), rață cârâitoare (Spatula querquedula), chiră mică (Sternula albifrons)
- reptile (2): șarpele cu patru dungi (Elaphe quatuorlineata), elaphe situla (Zamenis situla)

Pe lângă speciile protejate, pe teritoriul sitului au mai fost identificate 26 de specii de plante, 1 specie de amfibieni, 1 specie de nevertebrate, 4 specii de reptile.